# 본적
본적(本籍) 또는 본적지(本籍地)는 호적이 있는 곳이다. 2008년 호적 제도가 폐지되면서, 본적은 없어지고 자유롭게 선택할 수 있는 등록기준지 제도가 시행되었다.

## 개요
1960년 초부터 2007년 말까지 시행된 호적법에서 정한 호적 기재사항 중 하나이다.
전통사회에서 본적은 어떤 사람이 태어나고 사는 장소를 의미하던 것이었다. 그러나 현대사회에서는 주거지 이동이 자유롭고 또 빈번하기 때문에 실제 사는 곳이 아니라 조상의 묘 또는 본가가 있는 고향을 의미하게 되었다.
따라서 현주소와 관계 없이 시·읍·면의 구역 내에 본적을 정하는 자에 대하여 호주를 기준으로 편제되었다.
호적 제도 폐지된 2008년부터는 등록기준지가 호적을 대신하여 쓰이고 있다.
법적으로 호적이 폐지된 이후에도, 기업 및 언론 등에서 고향이나 출신지라는 의미로 여전히 본적이라는 표현을 사용하는 사례가 있다.
인사기록, 입사지원서 등에 있던 본적 기재란을 폐지한 기업이 있는가 하면,
입사지원서에 본적란을 두지 못하게 하는 법률 개정안이 발의되기도 했다.

## 같이 보기
- 등록기준지
- 본관
- 호적